# Magistrova ulica, Ljubljana
Magistrova ulica je ena izmed cest v Ljubljani.

## Urbanizem
Cesta poteka od križišča z Goriško ulico do križišča z Verovškovo in Milčinskega ulico.
Na cesto se (od vzhoda proti zahodu) povezujejo: Litostrojska, Alešovčeva in Ob kamniški progi.

## Javni potniški promet
Po Magistrovi ulici poteka trasa mestne avtobusne linije št. 18. 
Na vsej ulici je eno postajališče mestnega potniškega prometa.

### Postajališče MPP
| postajališče | št. linije |
| ------------ | ---------- |
| 802061 Tiki  | 18         |

| postajališče | št. linije |
| ------------ | ---------- |
| 802062 Tiki  | 18         |